# La reina de Nova York
La reina de Nova York (Nothing Sacred) és una pel·lícula còmica americana Technicolor de 1937 dirigida per William A. Wellman, produïda per David O. Selznick, i protagonitzada per Carole Lombard i Fredric March amb un repartiment secundari amb Charles Winninger i Walter Connolly. A Ben Hecht se li va atribuir el guió basat en la història de 1937 "Letter to the Editor" de James H. Street, i una sèrie d'escriptors addicionals, com Ring Lardner Jr., Budd Schulberg, Dorothy Parker, Sidney Howard, Moss Hart, George S. Kaufman i Robert Carson van fer contribucions no acreditades. S'ha doblat al català.
La partitura musical exuberant i gershwinista va ser d'Oscar Levant, amb música addicional d'Alfred Newman i Max Steiner i un número swing de Quintette de Raymond Scott. La pel·lícula va ser rodada en Technicolor per W. Howard Greene i editada per James E. Newcom, i va ser una producció de Selznick International Pictures distribuïda per United Artists. Els crèdits inicials de la pel·lícula presenten caricatures distintives dels actors principals, com a figures en 3D, i artistes creatius, com a dibuixos animats en 2D, de Sam Berman.
Aquesta va ser l'única pel·lícula Technicolor de Lombard. Va afirmar que aquesta pel·lícula era una de les seves preferides personals.

## Argument
El periodista del diari de Nova York Wally Cook és culpat per haver informat que Ernest Walker, un neteja botes de Harlem, era un noble "d'Orient " que organitzava un esdeveniment benèfic. Cook afirma que no ho sabia, però se'l degrada a escriure obituaris. Li demana una altra oportunitat al seu cap Oliver Stone i li explica una història sobre una dona, Hazel Flagg, que, segons es diu, es mor per una intoxicació per radi. Cook és enviat a la ciutat (fictícia) de Varsòvia, Vermont, per entrevistar la Hazel. Cook finalment localitza a Hazel, que plora perquè el seu metge li ha dit que no s'està morint i perquè s'adona que podria estar atrapada a Vermont tota la seva vida. Sense saber-ho, Cook convida a la Hazel i al seu metge a Nova York com a convidats del diari Morning Star.
El diari utilitza la seva història per augmentar-ne la circulació. Ella rep una ticker-tape parade i la clau de la ciutat, i es converteix en una inspiració per a molts. Ella i Wally s'enamoren, i ell li demana que es casi amb ell tot i que encara creu que s'està morint. Després d'un examen mèdic per part de tres metges independents, finalment es descobreix que Hazel no s'està morint realment, i els funcionaris de la ciutat i Stone decideixen que seria millor evitar la vergonya fent semblar va anar a morir.

## Repartiment
- Carole Lombard com a Hazel Flagg
- Fredric March com a Wally Cook

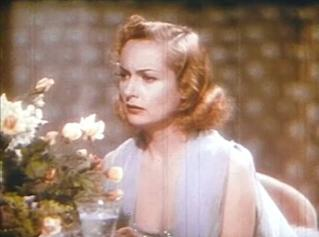
Carole Lombard

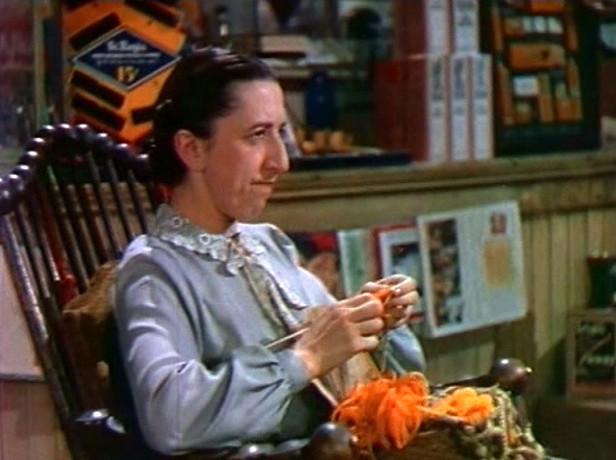
Margaret Hamilton com a senyora de la farmàcia

- Charles Winninger com el Dr. Enoch Downer
- Walter Connolly com a Oliver Stone
- Sig Ruman com el Dr. Emil Eggelhoffer (acreditat Sig Rumann)
- Frank Fay com a mestre de cerimònies
- Troy Brown com a Ernest Walker
- Maxie Rosenbloom com a Max Levinsky
- Margaret Hamilton com a senyora de la farmàcia de Vermont
- Hattie McDaniel com a Mrs. Walker
- Olin Howland com a Will Bull
- Raymond Scott com a líder musical
- John Qualen com a bomber (sense acreditar)
- George Chandler com a fotograf (sense acreditar)

Segons William Wellman Jr., Janet Gaynor havia estat originalment seleccionada com a Hazel Flagg per seguir l'èxit d'Ha nascut una estrella (1937). No obstant això, després que William Wellman Sr. va conèixer Carole Lombard, va convèncer a Selznick perquè l'elegís.
Un campió del món de boxa, Maxie Rosenbloom, va donar classes de boxa llombarda per preparar-la per a la seva escena de lluita amb Fredric March.

## Producció

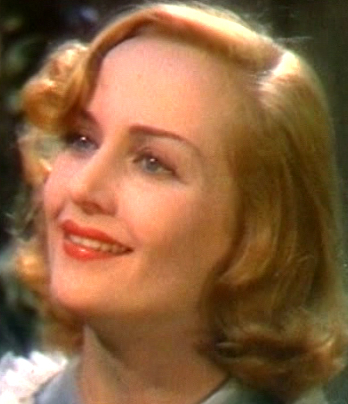
Carole Lombard a La reina de Nova York

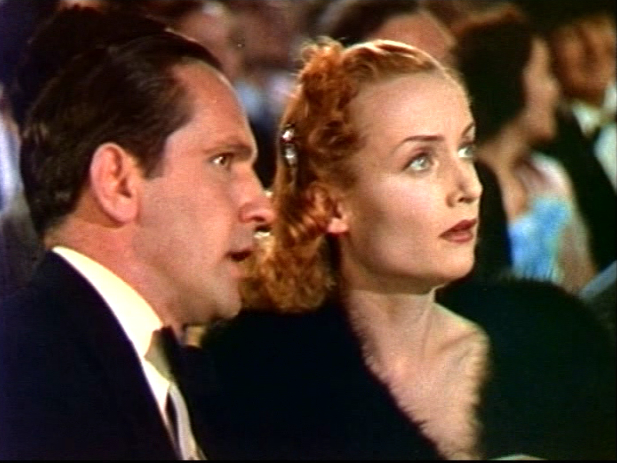
Fredric March i Carole Lombard

La reina de Nova York, la primera comèdia screwball filmada en color, també representa el primer ús en una pel·lícula en color d'efectes de procés, muntatge i projecció de la pantalla posterior. Els fons per a la retroprojecció es van filmar als carrers de Nova York. Paramount Pictures i altres estudis van perfeccionar aquesta tècnica en les seves posteriors pel·lícula en color.
Se li atribueix a Ben Hecht haver escrit el guió en dues setmanes en un tren. Va adaptar la història "Letter to the Editor" de James H. Street que s'havia publicat per primera vegada a Hearst's International-Cosmopolitan. Hecht va escriure un paper per al seu amic John Barrymore a la pel·lícula, però David Selznick es va negar a utilitzar-lo perquè Barrymore s'havia convertit en un alcohòlic. Això va provocar una fractura entre Hecht i Selznick, i Hecht va abandonar la pel·lícula. Budd Schulberg i Dorothy Parker van ser cridats per escriure les escenes finals i diversos altres també van fer contribucions al guió, com ara: David O. Selznick, William Wellman, Sidney Howard, Moss Hart, George S. Kaufman i Robert Carson.
Un dels motius pels quals la pel·lícula es considera una de les comèdies més celebrades és que, sota l'humor, incorpora temes agudament cínics de corrupció i deshonestedat. Aquesta pel·lícula, juntament amb Primera plana (1931) de Hecht i el seu remake de 1940 Lluna nova amb Cary Grant, caricaturitzen els subterfugis als quals van recórrer alguns diaris per aconseguir una història "calent".

## Recepció
Tot i rebre elogis de la crítica, la pel·lícula va registrar una pèrdua de 350.000 dòlars a taquilla. El juliol de 2018, va ser seleccionat per ser projectada a la secció de Clàssics de Venècia a la 75a Mostra Internacional de Cinema de Venècia.

## Drets d'autor i mitjans domèstics
El 1965, la pel·lícula va entrar al domini públic als Estats Units perquè els propietaris dels drets d'autor no van renovar el seu registre de drets d'autor en el vint-i-vuitè any després de la seva publicació.
A causa del seu estat de domini públic, la pel·lícula és un element bàsic de llançaments i col·leccions de paperereis. Tot i que generalment estava en condicions de visualització, fins fa poc el millor DVD era un disc de la regió 0 dels EUA de Lumivision, posteriorment reeditat per Sling Shot. El 2011, Kino Lorber va publicar la pel·lícula en DVD i Blu-ray, masteritzada a partir d'un escaneig de 2K de la impressió personal de nitrats de Selznick, conservada pel departament de cinema de George Eastman House. El 2018, Kino va reeditar el seu Blu-ray, aquesta vegada remasteritzat a partir d'una exploració en 2K de la restauració de Disney de 1999, realitzada en nom d'ABC, titular de la major part de la biblioteca Selznick.

## Noves versions
El guió de Ben Hecht també va ser la base d'un musical de Broadway Hazel Flagg (1953), amb Helen Gallagher, així com Living It Up (1954), una pel·lícula de comèdia protagonitzada per Dean Martin en el paper de Winninger, Jerry Lewis en el paper de Lombard (com a Homer Flagg) i Janet Leigh en el paper de March.